# 愛爾蘭體育
有許多種體育運動在愛爾蘭都十分盛行，其中又以蓋爾式運動最為流行，如蓋爾式足球和板棍球。此外賽馬、馬術、賽狗、籃球、釣魚、手球、賽車、射擊和網球等運動在愛爾蘭都擁有人氣。在曲棍球、高爾夫球、賽艇、板球、橄欖球等體育項目上，愛爾蘭全島為一個團隊參加國際賽事。而其他一些體育賽事，如足球和無板籃球則是北愛爾蘭和愛爾蘭分別參賽。蓋爾式足球是愛爾蘭最受歡迎的體育賽事，2003年有34%的愛爾蘭人觀看。其次是板棍球（23%）、足球（16%）和橄欖球（8%）。